# Rio I.
Rio I. ist das erste Soloalbum von Rio Reiser. Es erschien 1986 bei der Plattenfirma CBS.

## Entstehungsgeschichte
Bereits 1984 hatte sich Rio Reiser von der Produzentin Annette Humpe 10.000 DM leihen wollen. Diese lehnte ab, besorgte aber 5000 DM Vorschuss für die von ihr produzierte Solo-Single Dr. Sommer / B-Seite vom Major Label WEA. Dies war die erste Solo-Veröffentlichung von Rio Reiser.
Bis dahin hatten Ton Steine Scherben ihre Platten stets im Selbstvertrieb veröffentlicht. Nachdem eine Zusammenarbeit mit der Musikindustrie gescheitert war, löste die Band sich im Mai 1985 hoch verschuldet auf. Sie hinterließ allerdings auch einen Stapel Demo-Tapes. Vier davon waren diversen Plattenfirmen für eine mögliche neue LP angeboten worden: Alles Lüge, Junimond, Lass mich los und Runter zum Hafen (Letzteres wurde später für die zweite LP Blinder Passagier neu aufgenommen).
Auf der Grundlage dieses und anderen Materials wurde 1985/86 das erste Soloalbum von Rio Reiser in Berlin aufgenommen, produziert von Humpe und Udo Arndt. Das musikalische Playback wurde dabei größtenteils von einigen der damals renommiertesten deutschen Studiomusiker eingespielt, unter anderem Curt Cress, Ken Taylor und Peter Weihe. Reiser konzentrierte sich – im Gegensatz zu früheren Aufnahmen mit den Scherben, die sich durch eine „kollektivistische“ Arbeitsweise ausgezeichnet hatten und auf denen Reiser unter anderem Gitarre und Klavier beigesteuert hatte – hier auf die Komposition und den Gesang. Diese Entwicklung hatte sich bereits beim letzten Album der Scherben (Scherben, 1983) abgezeichnet.
Das Ergebnis ist, vor allem klangtechnisch, eine deutliche Abkehr vom Undergroundbewusstsein früherer Tage. Der Erfolg des Albums, sowohl in den Charts als auch im Radio (wo die Scherben zum großen Teil nicht gespielt wurden), dürfte sich sowohl auf die gelungene Produktion als auch auf das starke Songmaterial zurückführen lassen. Das Album lieferte eine Reihe von Reisers größten Hits und bekanntesten Songs: König von Deutschland (schon zehn Jahre vorher von den Scherben gespielt), Alles Lüge und die später unter anderem von Echt und Jan Delay gecoverten Junimond und Für immer und Dich.
Einige der frühen Scherben-Fans wandten sich von Reiser ab und warfen ihm angesichts der Zusammenarbeit mit der Musikindustrie und der vermeintlich glatten Produktion „Ausverkauf“ vor. Reiser äußerte sich dazu lapidar: Es gebe „Schlimmeres[,] als eine Kunsthure zu sein“. Ihm war wichtig, dass die Band nicht mehr verschuldet war.

## Titelliste
1. Alles Lüge (Reiser) – 4:15
2. Lass uns das Ding drehn (Reiser) – 3:42
3. Für immer und dich (Reiser) – 5:35
4. Menschenfresser (Reiser) – 3:58
5. Junimond (Reiser, Martin Paul) – 4:00
6. König von Deutschland (Reiser) – 3:30
7. Lass mich los (Reiser, R.P.S. Lanrue) – 4:45
8. So allein (Reiser) – 3:32
9. Ich leb doch (Reiser) – 3:26
10. Bei Nacht (Reiser) – 6:05

## Singleauskopplungen
- Alles Lüge (Mai 1986)

mit der B-Seite (Ich bin irgendwo) Zwischen Null und Zero (Reiser)
- Junimond (August 1986)

mit der B-Seite Ich leb doch
- König von Deutschland (Oktober 1986)

mit der B-Seite Lass mich los
- Für immer und Dich (November 1986)

mit der B-Seite Menschenfresser (Live-Version)

## Kritiken
„Was dieser Platte ihre knisternde Spannung gibt, ist die bewußte Auswahl der Musiker. So gaben sich bei manchen Titeln Profis aus so unterschiedlichen Lagern wie der Peter-Maffay-Band und der Avantgarde-Combo ‚Einstürzende Neubauten‘ ein Stelldichein im Studio. Aber auch textlich gibt sich Rio heute wesentlicher konzilianter. […] Auch die politischen Texte des einstigen Anarcho-Rockers haben eine andere Färbung bekommen. Waren es früher eher rüde, dogmatische Kampfparolen, so versteht er sich heute auf eine feine, aber stets beißende Ironie.“
Der Spiegel 1986
„Rio I. enthält die schönste Aufforderung zu strafbaren Handlungen.“
Emma (9/86) über Laß uns das Ding drehen

## Trivia
- Das Lied „Alles Lüge“ diente der Partei Die Grünen 1986 als Wahlkampfsong.
- Im Cover, durch einen leichten Kontrast erzeugt, ist in der Krone ein ausgestreckter Mittelfinger zu erkennen.